# 1626
Évszázadok: 16. század – 17. század – 18. század
Évtizedek: 1570-es évek – 1580-as évek – 1590-es évek – 1600-as évek – 1610-es évek – 1620-as évek – 1630-as évek – 1640-es évek – 1650-es évek – 1660-as évek – 1670-es évek
Évek: 1621 – 1622 – 1623 – 1624 –  1625 – 1626 – 1627 – 1628 – 1629 – 1630 – 1631

## Események
- március 2. – Kassán megtartják Bethlen Gábor erdélyi fejedelem és Brandenburgi Katalin ünnepélyes lakodalmát (az esketésre már január 22-én sor került Berlinben, ahol a vőlegényt Rákóczi György képviselte).[1]
- november 18. – VIII. Orbán pápa  felszentelte a római Szent Péter-bazilikát.

## Születések
- január 9. – Armand Jean le Bouthillier de Rancé, a trappista rend alapítója, apát († 1698)
- március 12. – John Aubrey angol író és régiségkutató († 1697)
- október 4. – Richard Cromwell, Oliver Cromwell fia, Anglia, Skócia és Írország második Lord Protectora († 1712)

Bizonytalan dátum, talán június
- Andrea Guarneri, olasz hangszerkészítő († 1698)

## Halálozások
- február 20. – John Dowland angol zeneszerző és lantművész (* 1563)
- április 9. – Francis Bacon angol filozófus (* 1561)

Ismeretlen napon:
- John Cooper(wd) angol zeneszerző (* 1570 körül)